# وزارة البيئة (أونتاريو)
تقوم وزارة البيئة أونتاريو(بالإنجليزية: Ministry of the Environment) حماية بيئة أونتاريو منذ أكثر من 40 عامًا من خلال لوائح صارمة، وتنفيذ مستهدف، ومجموعة متنوعة من البرامج المبتكرة عن حماية وتحسين نوعية البيئة في مقاطعة أونتاريو الكندية، بالإضافة إلى تنسيق إجراءات أونتاريو بشأن تغير المناخ. ويشمل ذلك إدارة البرامج الحكومية، مثل قانون القيادة النظيفة والمياه النظيفة في أونتاريو. يقع مقر الوزارة داخل مباني حكومة أونتاريو.

## تاريخ
تأسست هذه الوزارة لأول مرة كإدارة في المجلس التنفيذي لأونتاريو في عام 1972. ثم بعد الدمج مع وزارة الطاقة أصبحت وزارة البيئة والطاقة من عام 1993 إلى عام 1997. وبعد انتخابات 2014، ومع إضافة التغير المناخي إلى صلاحياتها، تم تغيير اسمها إلى وزارة البيئة والتغير المناخي. ولاحقاً، بعد انتخابات 2018، تم تغيير اسمها إلى وزارة البيئة وحماية البيئة والتغير المناخي. الحدائق.

## المسؤوليات

### جودة الهواء
وتعمل الوزارة على تحسين جودة الهواء من خلال التشريعات والبرامج المستهدفة واتفاقيات الشراكة مع دول الجوار الأخرى. وتشمل هذه الأعمال استخدام شبكة من محطات جودة الهواء التي توفر بيانات تلوث الهواء في الوقت الحقيقي. تقوم هذه الوزارة بإعلام الناس عن جودة الهواء من خلال توفير مؤشر جودة الهواء بناءً على مستويات الأوزون وجسيمات معلقة، ثنائي أكسيد النيتروجين، أحادي أكسيد الكربون وأكسيد الكبريت وإجمالي مركبات الكبريت المخفضة.